# Nicholas Ray
Nicholas Ray, pseudonimo di Raymond Nicholas Kienzle (Galesville, 7 agosto 1911 – New York, 16 giugno 1979), è stato un regista e sceneggiatore statunitense.

## Biografia
Dopo aver studiato architettura con Frank Lloyd Wright si dedicò al teatro, affermandosi come attore e regista, collaborando anche con Elia Kazan, di cui sarà aiuto regista in Un albero cresce a Brooklyn. Esordì nel cinema nel 1948, dirigendo il noir La donna del bandito, e inaugurando un personale approccio, fondamentale per la revisione della retorica dei generi cinematografici classici, avvertibile in particolar modo nei toni lirici e struggenti del western crepuscolare Il temerario (1952) con Susan Hayward e Robert Mitchum, storia di un campione di rodeo in declino che s'innamora, apparentemente non ricambiato, di una donna sposata.
Temi congeniali a Ray furono, fin dall'inizio, la condizione dell'isolamento a cui soggiace l'individuo che rifiuta le convenzioni dell'ambiente sociale e le inquietudini e le ribellioni della gioventù americana, temi che Ray affrontò nei suoi migliori film come I bassifondi di San Francisco (1949) e Gioventù bruciata (1955). In seguito, indulgendo al suo spiccato senso dello spettacolo, Ray realizzò film di interesse puramente commerciale come Ombre bianche (1960), Il re dei re (1961) e 55 giorni a Pechino (1963). Uno stile asciutto, in equilibrio tra realismo e simbolismo, con un'attenzione forte per l'architettura dell'inquadratura. Si cimentò anche come sceneggiatore e in altri ruoli tecnici del cinema. Morì a causa di un tumore polmonare; si trovava già da anni in precarie condizioni fisiche, tra le quali si ricorda la perdita di un occhio, come si vede dalle sue apparizioni nei suoi ultimi due film.

## Vita privata
Fu sposato con l'attrice Gloria Grahame dal 1948 al 1952.

## Filmografia

### Regista
- La donna del bandito (They Live by Night) (1948)
- I bassifondi di San Francisco (Knock On Any Door) (1949)
- Hai sempre mentito (A Woman's Secret) (1949)
- La seduttrice (Born to Be Bad) (1950)
- Il diritto di uccidere (In a Lonely Place) (1950)
- I diavoli alati (Flying Leathernecks) (1951)
- Neve rossa (On Dangerous Ground) (1951)
- Il temerario (The Lusty Men) (1952)
- Johnny Guitar (1954)
- Gioventù bruciata (Rebel Without a Cause) (1955)
- La donna venduta (Hot Blood) (1955)
- All'ombra del patibolo (Run for Cover) (1955)
- Dietro lo specchio (Bigger Than Life) (1956)
- Vittoria amara (Bitter Victory) (1957)
- La vera storia di Jess il bandito (The True Story of Jesse James) (1957)
- Il paradiso dei barbari (Wind Across the Everglades) (1958)
- Il dominatore di Chicago (Party Girl) (1958)
- Ombre bianche (The Savage Innocents) (1960)
- Il re dei re (King of Kings) (1961)
- 55 giorni a Pechino (55 Days at Peking) (1963)
- The Janitor, episodio del film Wet Dreams - Sogni bagnati (Wet Dreams) (1974)
- Non possiamo tornare a casa (We Can't Go Home Again) (1976)
- Lampi sull'acqua - Nick's Movie (Lightning Over Water) (1980) - co-regia con Wim Wenders

### Attore
- Un albero cresce a Brooklyn (A Tree Grows in Brooklyn), regia di Elia Kazan (1945) - non accreditato
- Gioventù bruciata (Rebel Without a Cause), regia di Nicholas Ray (1955) - non accreditato
- 55 giorni a Pechino (55 Days at Peking), regia di Nicholas Ray (1963) - non accreditato
- Non possiamo tornare a casa (We Can't Go Home Again), regia di Nicholas Ray (1976)
- L'amico americano (Der Amerikanische Freund), regia di Wim Wenders (1977)
- Hair, regia di Miloš Forman (1979)
- Lampi sull'acqua - Nick's Movie (Lightning Over Water), regia di Wim Wenders (1980)